# Cantonul Ris-Orangis
Cantonul Ris-Orangis este un canton din arondismentul Évry, departamentul Essonne, regiunea Île-de-France, Franța.

## Comune
| Comune      | Populație (1999) | Cod poștal | Cod INSEE   |
| ----------- | ---------------- | ---------- | ----------- |
| Ris-Orangis | 27.463 hab.      | 91130      | 91 2 23 521 |